# Centrothele gordon
Centrothele gordon är en spindelart som beskrevs av Norman I. Platnick 2000. Centrothele gordon ingår i släktet Centrothele och familjen Lamponidae. Inga underarter finns listade i Catalogue of Life.